# Oxylymma gibbicollis
Oxylymma gibbicollis là một loài bọ cánh cứng trong họ Cerambycidae.